# Закон України «Про оподаткування прибутку підприємств»
Закон України «Про оподаткування прибутку підприємств» — закон № 334/94-ВР, ухвалений 28 грудня 1994 і введений в дію з 1 січня 1995.
1 квітня 2011 року у зв'язку з набуттям чинності Податковим кодексом України Закон України «Про оподаткування прибутку підприємств» втратить чинність, крім пункту 1.20 статті 1 цього Закону, який діяв до 1 січня 2013 року.

## Об'єкт оподаткування
Об'єктом оподаткування є прибуток. Прибуток визначається зменшенням суми скоригованого валового доходу звітного періоду на:
- суму валових витрат платника податку
- суму амортизаційних відрахувань

## Ставка податку
Прибуток платників податку, включаючи підприємства, засновані на власності окремої фізичної особи, оподатковувалася в Україні за ставкою 25 відсотків до об'єкта оподаткування.
Стаття 151.1 Податкового кодексу України визначає, що основна ставка податку становить 16 відсотків.

## Структура закону
Закон містить 22 статті:
- Стаття 1. Визначення термінів
- Стаття 2. Платники податку
- Стаття 3. Об'єкт оподаткування
- Стаття 4. Валовий доход
- Стаття 5. Валові витрати
- Стаття 6. Порядок врахування від'ємного значення об'єкта оподаткування у результатах наступних податкових періодів
- Стаття 7. Оподаткування операцій особливого виду
- Стаття 8. Амортизація
- Стаття 9. Амортизація витрат, пов'язаних з видобутком корисних копалин
- Стаття 10. Ставка податку
- Стаття 11. Правила ведення податкового обліку
- Стаття 12. Безнадійна заборгованість
- Стаття 13. Оподаткування нерезидентів
- Стаття 14. Оподаткування виробників сільськогосподарської продукції
- Стаття 15. Порядок внесення змін до Закону
- Стаття 16. Порядок нарахування та строки сплати податку
- Стаття 17. Податок зараховується до бюджетів згідно з Бюджетним кодексом України.
- Стаття 18. Спеціальні правила
- Стаття 19. Усунення подвійного оподаткування
- Стаття 20. Відповідальність платників податку
- Стаття 21. Інші положення
- Стаття 22. Прикінцеві положення

## Офіційні публікації
- Відомості Верховної Ради України від 24.01.1995 - 1995 р., № 4, стаття 28
- Голос України від 14.02.1995